# Robopokalipsa
Robopokalipsa (2011) je naučnofantastični roman Danijela H. Vilsona. Knjiga prikazuje AI izvan kontrole kada istraživač robotike istražuje kapacitet robota. Delo je napisano u sadašnjem vremenu. Pisac Robert Krejs i Booklist uporedili su roman sa delima Majkla Krajtona i Roberta A. Hajnlajna. Roman je bio bestseler na listi Njujork Tajmsa.

## Spoljašnje veze
- Author site